# Ка Мулино (Ферара)
Ка Мулино (итал. Ca' Mulino) је насеље у Италији у округу Ферара, региону Емилија-Ромања.
Према процени из 2011. у насељу је живело 30 становника. Насеље се налази на надморској висини од 4 м.